# Kristian Biong

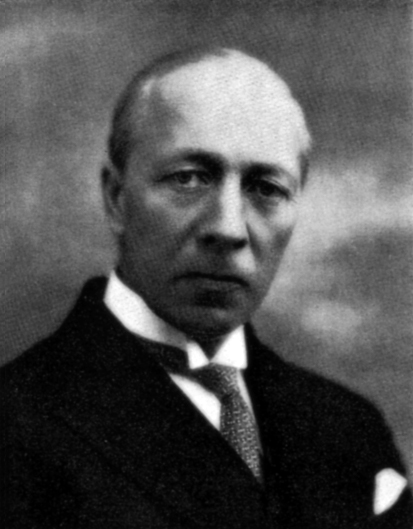
Kristian Biong.

Kristian Hjalmar Biong, född 23 november 1870 i Ullensaker, död 31 augusti 1959, var en norsk arkitekt. 
Biong studerade i Kristiania, Oxford och London och var verksam i utlandet, till dess han slog sig ned i Kristiania 1900. Av hans arbeten kan nämnas kungamilan på Voksenkollen (utförd efter pristävlan 1907), sjukanstalten i Aker, societetshuset i Sandefjord, åtskilliga villor och annat.